# Vincenzo Pisanello
Vincenzo Pisanello (ur. 3 maja 1959 w Galatina) – włoski duchowny katolicki, biskup Orii od 2010.

## Życiorys
Święcenia kapłańskie otrzymał 23 czerwca 1984 i został inkardynowany do archidiecezji Otranto. Po święceniach pracował w rzymskim seminarium duchownym, zaś w kolejnych latach był duszpasterzem parafialnym w rodzinnym mieście. Pełnił także funkcje m.in. archidiecezjalnego ekonoma i wikariusza biskupiego ds. administracyjnych.
23 stycznia 2010 papież Benedykt XVI mianował go ordynariuszem diecezji Oria. Sakry biskupiej udzielił mu 8 kwietnia 2010 arcybiskup Otranto – Donato Negro.